# Arthur, Nebraska
Arthur är administrativ huvudort i Arthur County i den amerikanska delstaten Nebraska. Den lilla byn grundades 1914 på samma plats dit countyts tillfälliga huvudort hade placerats år 1913. Det gamla år 1914 byggda domstolshuset, som var i bruk fram till början av 1960-talet, omnämndes i boken Believe It Or Not som världens minsta domstolshus, innan man omvandlade huset till countyts museum.